# چندهمسری

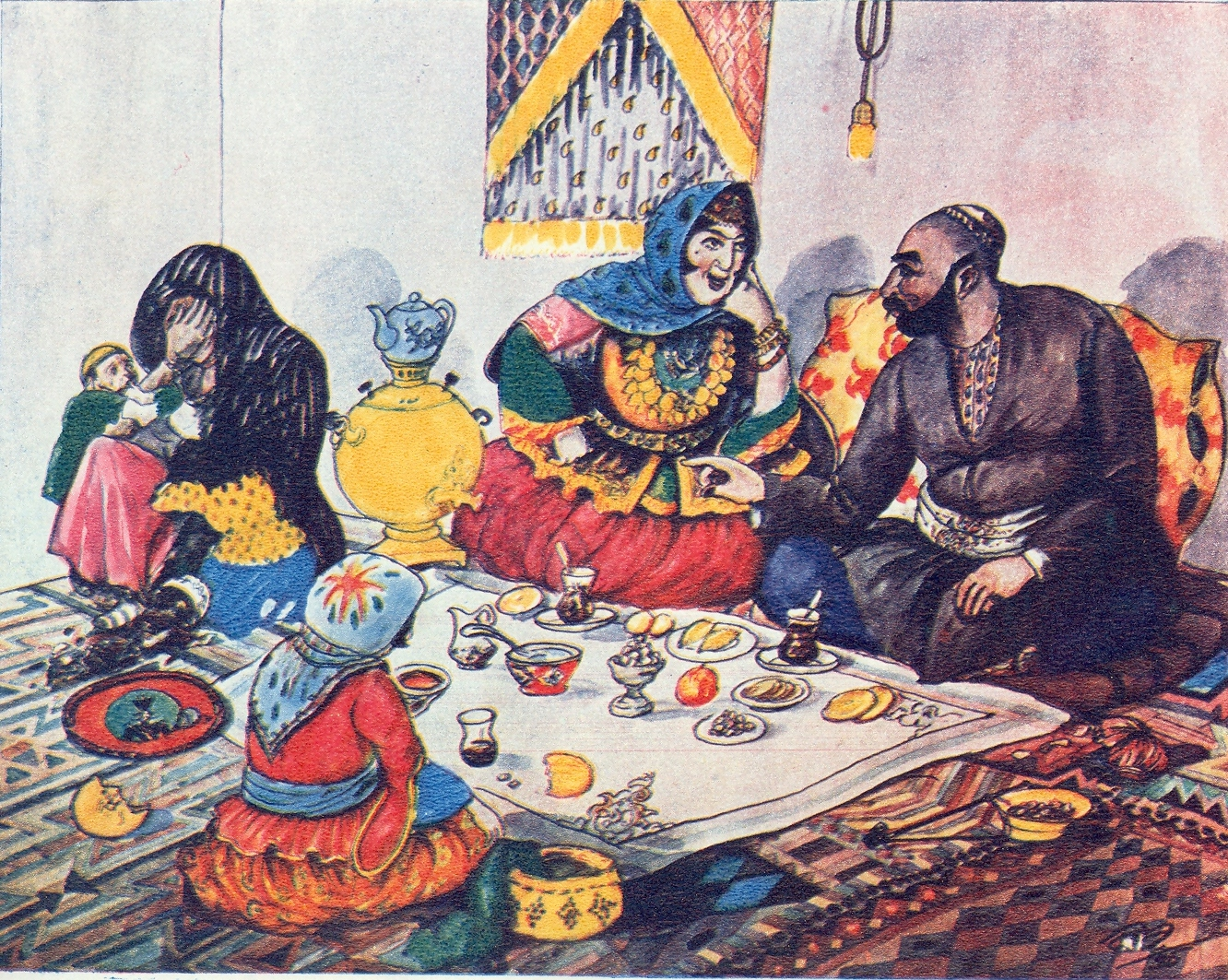
زن قدیم و جدید اثر عظیم عظیم‌زاده نقاش آذربایجانی

چندهمسری یا چندکامی (به انگلیسی: Polygamy) وضعیتی است که در آن زن یا مرد بیش از یک همسر دارند. چندهمسری شامل دو نوع چندزنی و چندشوهری می‌شود. چندزنی حالتی است که در آن مرد در یک زمان با چند زن ازدواج کند. چندشوهری حالتی است که در آن زن در یک زمان با چند مرد ازدواج کند.

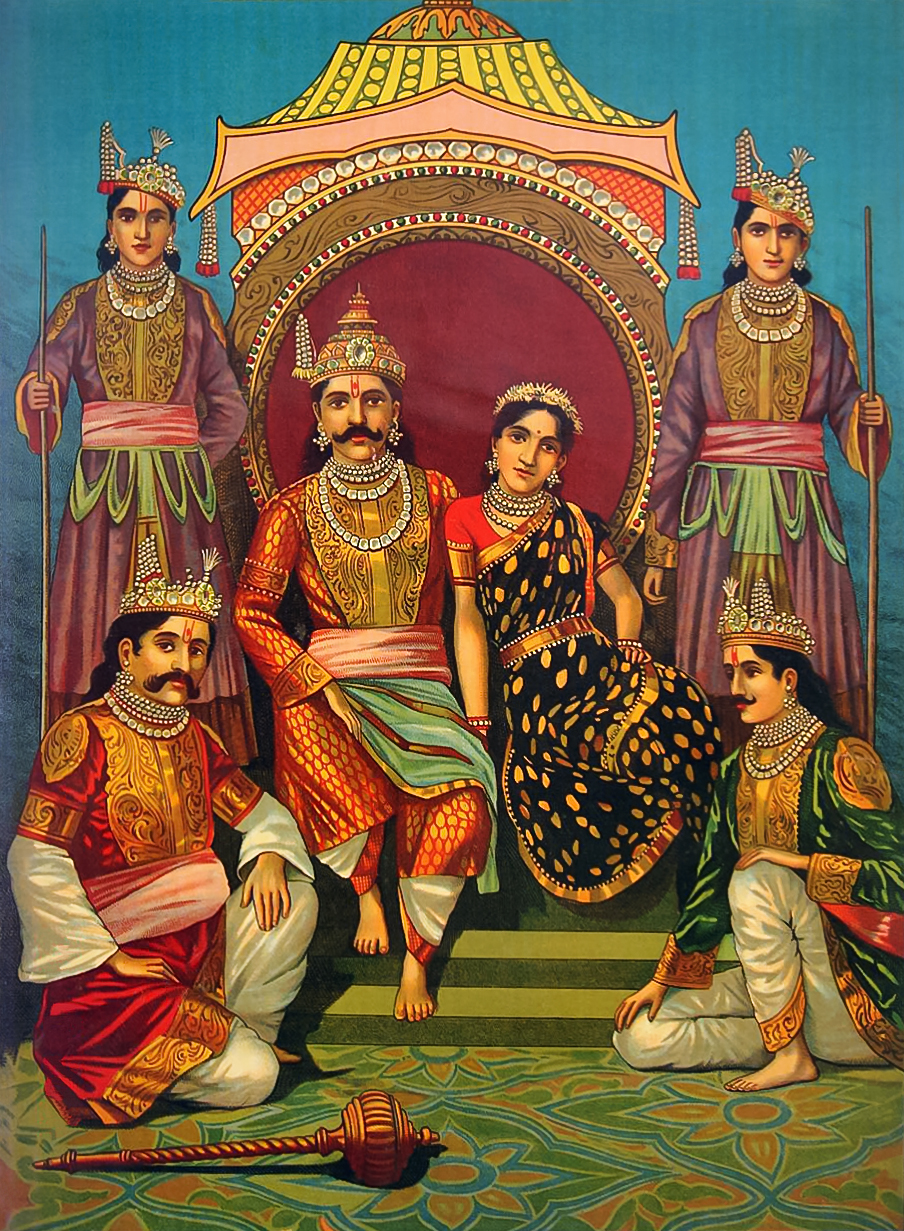
چند شوهری: دراوپادی و پنج شوهرش از شخصیت‌های اساطیری هند.

چندهمسری در مسیحیت پیوندی ناپاک، حرام و بی‌اعتبار است؛ در حالی که در یهودیت و اسلام، چندزنی با شرایط خاص جایز شمرده می‌شود. فرقه‌هایی چون مورمون‌ها چندهمسری را می‌پذیرند هرچند اینکه آیا مورمون‌‌ها یک فرقۀ مسیحی هستند و یا به کلی خارج از مسیحیت قرار دارند (مانند بهائیت در اسلام)، جای بحث است
در بیشتر کشورهای توسعه‌یافته زندگی زناشویی فقط به صورت تک‌همسری است و مرد یا زن به‌طور قانونی نمی‌توانند در یک زمان با بیش از یک نفر ازدواج کنند. اما چندهمسری هنوز جایگاه خود را در بسیاری از جوامع و فرهنگ‌ها حفظ کرده‌است.
مفهوم دقیق چندهمسری چندان روشن نیست و این به فقدان تعریف دقیق از «همسر» باز می‌گردد. معمولاً تعریف همسر در چندهمسری به روابطی محدود نمی‌شود که توسط دولت به رسمیت شناخته شده‌اند. اما این که دقیقاً چه نوع رابطه‌ای را می‌توان «همسری» در نظر گرفت به درستی مشخص نیست. در سوسیوبیولوژی و جانورشناسی اصطلاح چندهمسری به هر نوع جفت‌گیری چندگانه اشاره دارد.

## زیست‌شناسی تکاملی
در جانوران چندهمسر وجود صفاتی در جنس نر که شانس او برای همسری با ماده‌های متعدد را افزایش دهد مزیت تکاملی بزرگی به حساب می‌آید. اما در جانوران ماده وجود صفاتی که باعث جذب نرهای متعدد شود یا مزیت اندکی دارد یا اصلاً مزیتی محسوب نمی‌شود. چون جنس ماده در طول یک فصل باروری فقط قادر به یک بار تولید مثل است اما جنس نر می‌تواند تعداد زیادی ماده را بارور کرده و ژن‌های خود را به افراد زیادی از نسل بعد انتقال دهد. در این نوع جانوران فشار تکاملی در جهت انتخاب صفاتی حرکت می‌کند که به جنس نر کمک کند تا همسران بیشتری داشته باشد و این موجب ایجاد ویژگی‌های متفاوت در نر و ماده می‌شود.
بخشی از این صفت‌ها به رقابت میان نرها و بخشی نیز به رقابت برای جلب نظر ماده‌ها مربوط می‌شود. برخی صفات به جنس نر کمک می‌کند تا از قلمرو و حرمسرای خود در مقابل نرهای دیگر دفاع کند. مثل اندازه بزرگتر یا داشتن سلاح بهتر مثل شاخ بزرگ که موجب موفقیت در رقابت میان نرها می‌شود. اما در مورد صفاتی که موجب جلب نظر ماده‌ها و انتخاب جفت می‌شود مسئله پیچیده‌تر است. ماده‌ها اصولاً نری را انتخاب می‌کنند که جفت‌گیری با او به تولید فرزندی با بیشترین شانس بقا بیانجامد. به همین دلیل است که ماده‌ها نرهای نیرومندتر و تندرست‌تر را به شوهری برمی‌گزینند چون آن‌ها ژن‌های سالم بیشتری دارند. اما در برخی موارد خلاف این صادق است. پروبال رنگارنگ جنس نر طاووس و قرقاول شانس بقای آن‌ها را به شدت کاهش می‌دهد و یک صفت کاملاً منفی محسوب می‌شود. اما چرا طاووس ماده به طاووس نری علاقه دارد که چنین پرهای بزرگ و رنگارنگی دارد؟
دو فرضیه برای حل این تعارض ارائه شده است. فرضیه «پسر سکسی» بیان می‌دارد که در گذشته این صفات شانس زنده ماندن را افزایش می‌داده‌اند؛ یعنی در دوره‌ای خاص به دلیل شرایط محیطی خاصی طاووس‌های نری که پروبالی کمی بزرگتر یا کمی رنگارنگتر داشته‌اند بیشتر زنده می‌مانده‌اند و به همین دلیل ماده‌ها بیشتر آن‌ها را انتخاب می‌کردند. اما وقتی که این صفت شیوع پیدا کرد و اغلب طاووس‌های نر صاحب پروبال بزرگ و رنگارنگ شدند ماده‌ها باز هم به انتخاب خود ادامه دادند و باعث تشدید و تقویت این صفت به شکل افراطی شدند. ماده‌هایی که اینچنین رفتار نمی‌کردند صاحب پسرهایی می‌شدند که مورد علاقه ماده‌های دیگر نبودند و نمی‌توانستند جفتی انتخاب کنند چون این صفت در بین طاووس‌های نر رایج شده بود.
بر اساس فرضیه دوم، که به «فرضیه علامت تندرستی» معروف است، نرهایی که صفاتی نامناسب از نظر قواعد تکاملی (مثل بال بسیار بزرگ طاووس نر) دارند اما با این حال زنده می‌مانند ثابت می‌کنند که بقیه ژن‌های آن‌ها سالم است. طاووس نری که با وجود این پروبال دست‌وپاگیر توانسته از چنگ شکارچیان فرار کند و خود را زنده نگه دارد طاووس بسیار قدرتمند و زیرکی است. حتی می‌توان گفت که این صفات خود باعث تقویت جانور می‌شود. جنس نر برای حمل کردن این پرها باید بدن قویتری داشته باشد و راه‌های دیگری را برای استتار و فرار از دست شکارچیان پیدا کند. شاید بتوان این را به وزنه‌هایی تشبیه کرد که رزمی‌کاران به پاهای خود می‌بندند تا پاهای آن‌ها قویتر شود. در نتیجه ماده‌ها این هندیکپ (عیب) را به عنوان علامت تندرستی تلقی می‌کنند.

## انواع

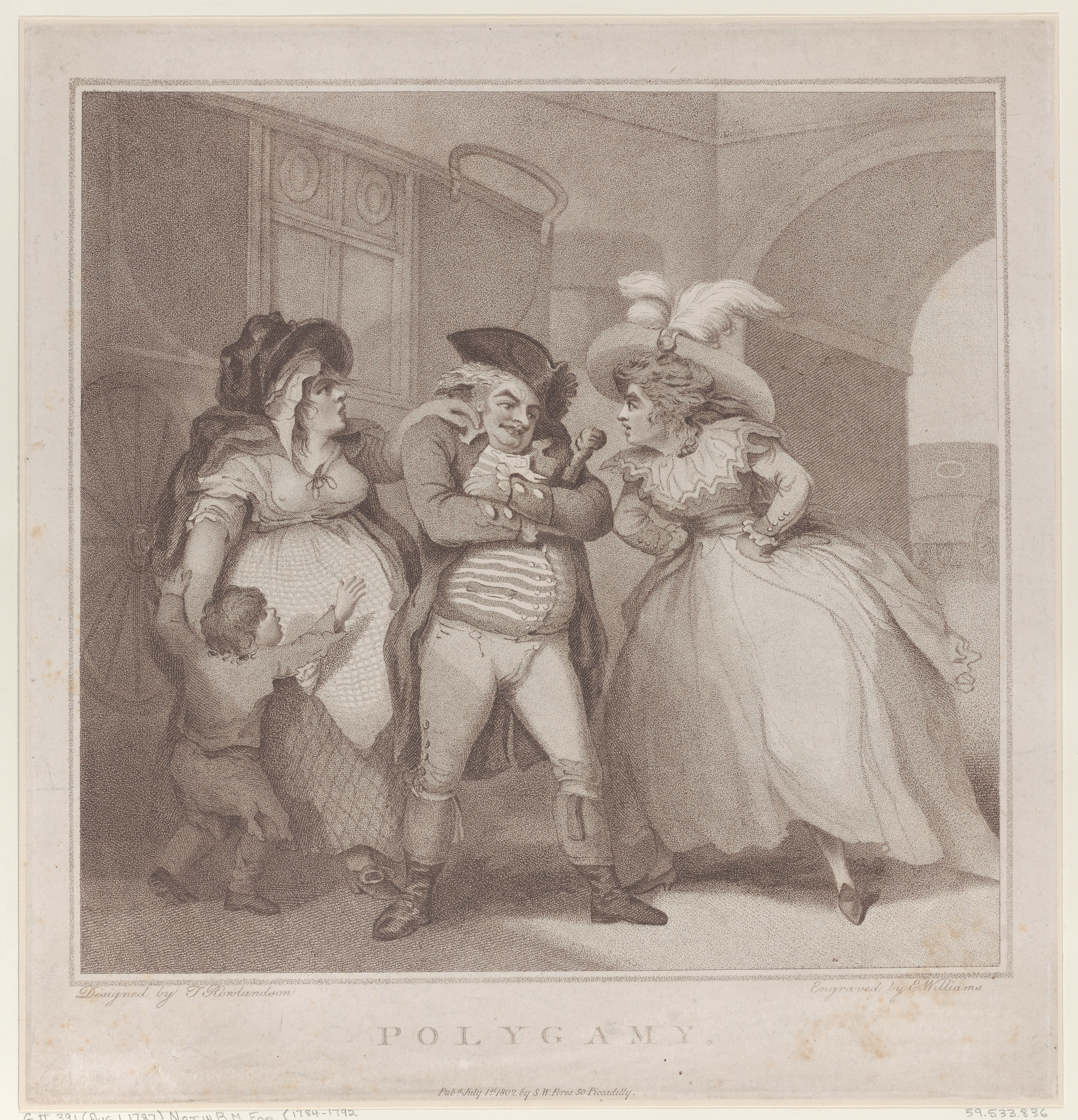
چند همسری

### چندشوهری
چند شوهری بیشتر در جوامعی با منابع طبیعی محدود رایج است چراکه رشد جمعیت را محدود می‌کند و شانس بقای فرزندان را افزایش می‌دهد. چندشوهری به ویژه در جوامع ساکن هیمالیا مثل تبت رایج است و فقط هم به خانواده‌های فقیر اختصاص ندارد. دلیل شیوع چندشوهری در این جوامع را می‌توان کمبود زمین قابل کشت دانست. ازدواج تمام برادران با یک زن موجب می‌شود تا زمین خانوادگی آن‌ها تقسیم نشود اما اگر هر برادر جداگانه زن بگیرد و جداگانه بچه‌دار شود، زمین تکه‌تکه خواهد شد.
چند شوهری برادرانه از انواع مهم چندشوهری است که در تبت واقع در جنوب غربی چین، تبتی‌های کوچ‌نشین نپال و شمال هند رایج است. در این شیوه دو یا چند برادر با یک همسر ازدواج می‌کنند و همه آن‌ها به شکل برابری به زن دسترسی جنسی دارند و همه آن‌ها نیز پدر فرزند محسوب می‌شوند.
انواع دیگری از چندشوهری نیز وجود دارد. نایرهای هند قبل از بلوغ یک مراسم آئینی برای دخترشان برگزار می‌کنند که در آن شوهری برای آن‌ها انتخاب می‌شود و پدر تمام فرزندانش محسوب می‌شود. اما این شوهر ممکن است هیچ‌وقت با آن زن زندگی نکند و زن به جای آن با مردان دیگری روابط عاشقانه داشته باشد. مرد یا مردانی که با زن ارتباط داشته‌اند در هنگام تولد فرزند با پرداخت دستمزد قابله تأیید می‌کنند که آن‌ها پدر فرزند نیستند و شوهری که پیش از بلوغ تعیین شده پدر فرزند است. زن نیز در خانه مادریش همراه با برادرانش زندگی می‌کند و اموال نیز از مادر به فرزندان به ارث می‌رسد.
شیوه منحصر به فردی از پیوند زناشویی نیز در قوم موسو در جنوب چین وجود دارد. پیوند زناشویی این مردم به «ازدواج گذری» معروف است اما شاید بتوان گفت در این قوم اصلاً ازدواج وجود ندارد و آن‌ها فقط رابطه عاشقانه دارند. مردان و زنان موسو در خانه پدری و مادری می‌مانند و زندگی زناشویی آن‌ها به شب‌ها در اتاق شخصی زن در خانه مادریش محدود می‌شود. البته بیشتر افراد در یک زمان فقط با یک شریک جنسی در ارتباط هستند و در واقع تک‌همسر هستند اما هیچ منع اخلاقی برای روابط چندگانه چه برای زن‌ها و چه برای مردها، وجود ندارد. از آنجا که خانواده هیچ‌وقت تقسیم نمی‌شود و ارث از یک نسل به نسل بعد منتقل می‌شود مشکلی در تقسیم ارث ایجاد نمی‌شود. پدر کودک نیز توسط مادر مشخص می‌شود و حتی اگر مادر نداند پدر فرزندش چه کسی بوده مشکلی ایجاد نمی‌شود چون پدر نقش حیاتی در زندگی فرزندش ندارد.

### ازدواج گروهی
ازدواج گروهی یکی از انواع چندهمسری است که در آن بیش از دو شریک جنسی تشکیل خانواده می‌دهند و همه آن‌ها نیز وظایف والدینی را در قبال فرزندان بر عهده دارند.

## بودایی
در مذهب بودایی ازدواج جنبهٔ مذهبی ندارد و یک رابطه کاملاً عرفی محسوب می‌شود که راهبان در آن مشارکتی ندارند. البته در برخی فرقه‌های بودایی پیوند ازدواج توسط راهبان بسته می‌شود اما شرایط مذهبی برای آن وجود ندارد. شکل ازدواج نیز در بین جوامع بودایی هر منطقه متفاوت است. در نتیجه موضع خاصی در مورد چندهمسری در مذهب بودایی وجود ندارد اما در برخی متن‌های بودایی عباراتی آمده که به نظر می‌رسد چندهمسری را نامطلوب می‌دانند مثلاً در پراباوا سوتا آمده‌است که «مردی که به یک زن قانع نشود و به دنبال زنان دیگر باشد در مسیر زوال گام برمی‌دارد». به همین دلیل برخی نویسندگان نتیجه گرفته‌اند که مذهب بودایی چندهمسری را نمی‌پذیرد یا برخی گفته‌اند این مذهب با چندهمسری مخالف نیست اما آن را شکل مطلوبی از ازدواج نمی‌داند.
با این حال چندشوهری و چندزنی در تبت هیچگاه رابطه نامطلوبی به حساب نمی‌آمده و در حال حاضر نیز چندشوهری بیش از هرجای دیگر دنیا در تبت رواج دارد. در تایلند نیز تا سال ۲۰۱۰ چندزنی رایج بود. در برمه هنوز هم قانونی است و در سریلانکا هم در گذشته چندزنی وجود داشت اما رایج نبود.

## هندو
در متن‌های مقدس هندوها نمونه‌هایی از چندزنی و چندشوهری شخصیت‌های اساطیری دیده می‌شود. اما در دوره‌های پساودایی چندهمسری در بین هندوها رو به کاهش گذارده و امروزه امری غیراخلاقی محسوب می‌شود. قانون ازدواج هندو (سال ۱۹۵۵) در هند چندهمسری را برای هندوها، سیک‌ها، جین‌ها و بودایی‌ها ممنوع کرده اما مسلمانان اجازه داشتن چهار زن را دارند.

## مسیحیت
مسیحیت چندهمسری را نادرست و حرام می‌داند. کلیسای کاتولیک چندهمسری را به صراحت حرام و فاقد اعتبار می‌داند. مسیحیت یکی از عوامل جلوگیری از چندهمسری در کشورهای غربی بوده‌است.
در عهدقدیم، کتاب تورات، مکتوب است «به این سبب است که مرد از پدر و مادر خود جدا می‌شود و به زن خود می‌پیوندد و از آن پس، یک تن به حساب می‌آیند» که اشاره به یک مرد و یک زن دارد. همچنین ورود چندهمسری در زندگی انسان‌ها که برخلاف قانونِ تک همسری ای بود که خدا برای آدم و حوا قرار داد، در قالب روایتی بسیار ساده و کوتاه برای اولین بار توسط شخصی گناهکار و قاتل وارد زندگی انسان‌ها می‌شود. تورات به صورت خاص تأکید می‌کند که این شخص که قاتل هم بود، دو زن داشت. در تورات، چندهمسری هرچند حرام نشده بود، امّا باعث دوری قلب انسان از خداوند دانسته شده و کسی که پادشاه قوم بنی اسرائیل می‌شد، از ازدواج‌های متعدد نهی شده بود، هرچند که اجباری در مورد تک همسری نیز وجود نداشت: "او (پادشاه) نباید زنان زیادی برای خود بگیرد، مبادا دلش از خداوند دور شود همچنین نباید برای خود مال اندوزی کند". به‌طور کلی، تورات چند همسری را حرام نمی‌داند، اما با نسبت دادن آن در بخش پیدایش، به یک شخص قاتل و همچنین با ذکر این نکته در بخش تثنیه که "... مبادا دلش از خداوند دور شود"، چند همسری را مذموم می‌داند و به کنایه آن را ناپسند می‌داند. بر طبق متن تورات، موسی (نویسندهٔ اصلی تورات و پایه‌گذار یهودیت) دو همسر داشته که اینطور به نظر می‌رسد که این دو نفر هم‌زمان همسر موسی نبوده‌اند، بلکه موسی پس از از دنیا رفتن همسر اوّل خود، با همسر دوّم ازدواج کرده بوده‌است.
همچنین در انجیل، عیسی مسیح در بحث با روحانیون یهودی چنین می‌گوید «او (عیسی) پاسخ داد: آیا نخوانده‌اید که آفریدگار، آن‌ها را از آغاز مذکر و مؤنث آفرید؟ و گفت مرد به همین سبب پدر و مادر را ترک خواهد کرد و به زنش خواهد پیوست و آن دو یک تن خواهند شد. به طوری که ایشان دیگر نه دو تن، بلکه یک تن هستند. پس آنچه خدا به هم پیوسته، انسان جدا نکند. (روحانیون یهودی) به او (عیسی) گفتند: پس چرا موسی فرمان داده طلاق نامه ای داده، طلاق دهند؟ (عیسی) به ایشان گفت: به سبب سنگدلی شماست که موسی اجازه داده زنان خود را طلاق دهید، ولی از آغاز چنین نبود. من به شما می‌گویم، کسی که زن خود را به جز دلیل روسپیگری طلاق دهد، و با زن دیگری ازدواج کند، زنا می‌کند». در خصوص تعلیم عیسی در خصوص موجّه بودن طلاق، تفاسیر متفاوتی وجود دارد، اما به هر ترتیب انجیل در مسیحیت، چندهمسری و طلاقِ بی‌دلیل را با این استدلال که "... خواست پروردگار در ابتدای آفرینش چنین نبود" حرام می‌داند.
همچنین در رساله‌های پولس، که از رسولان مسیح است، در چندین نوبت از ازدواج یک مرد و یک زن نام برده شده. پولس همچنین در سه رسالهٔ دیگر، رساله اول به تیموتائوسرسالهٔ دوم به تیموتائوسرساله به تیطوس بر لزوم تک همسری برای روحانیون مسیحی تأکید می‌کند.
در رسالهٔ عبرانیان نیز این وفاداری به همسر مورد تأکید قرار گرفته‌است

## در اسلام
در قران به صراحت آمده که مردان اجازه داشتن چهار زن را دارند و بایستی بین آن‌ها به عدالت رفتار کنند. پیامبر اسلام هم زنان متعددی داشته که البته در مورد تعداد آن‌ها اختلاف است. مرد نیازی به کسب اجازه از همسر خود برای ازدواج مجدد ندارد اما برخی فقیهان (به‌ویژه در مذهب مالکی) معتقدند که زن می‌تواند در هنگام ازدواج شرط ضمن عقد کند که شوهرش زن دیگری نگیرد و آنگاه شوهر اجازه چنین کاری را نخواهد داشت.
رواج عقاید سکولار در سال‌های اخیر مقبولیت چندزنی را در بین بسیاری از جوامع مسلمان زیر سؤال برده‌است. جمهوری آذربایجان، ترکیه و تونس تنها کشورهای با اکثریت مسلمان هستند که چندزنی را ممنوع کرده‌اند. امروزه چندزنی در عربستان سعودی، و برخی مناطق غرب آفریقا و شرق آفریقا رایج است و در سودان رئیس‌جمهور عمر البشیر در سال ۲۰۰۱ مردان را برای افزایش جمعیت کشور تشویق به چندزنی کرد. برخی کشورها مثل لیبی، مراکش و ایران اخذ رضایت همسر اول را برای ازدواج مجدد مرد ضروری اعلام کرده‌اند.

## مخالفان چندهمسری
افراد مخالف با چند همسری عقیده دارند که تنها می‌توانند با یک نفر رابطهٔ عاطفی و زناشویی داشته باشند. همسر آن‌ها متعلق به آن‌هاست مگر آنکه طلاق جاری شود.
چندزنی مردان باعث بیماری روانی زنان می‌شود، زیرا طبیعی است که زنان هم مانند مردان دوست ندارند، شوهرشان با زن دیگری رابطه جنسی داشته باشد. مطابق تحقیقاتی که در سال ۱۹۸۵ در کویت صورت گرفت، شدّت آثار روانی چندهمسری تا جایی بود که زنان در خانواده‌های چندزنه به عنوان بیمار روانی در بیمارستان بستری شده بودند. این تحقیق در انجمن روان‌شناسی آمریکا، مرکز ملی زیست فناوری آمریکا و شبکه علمی اجتماعی ریسرچ گیت، منتشر شد.
مطابق تحقیقی که در سال ۲۰۱۲ از «دانشگاه کمبریج» منتشر شد، بیماری روانی در زنانی که در خانواده‌های چندهمسری هستند، وجود دارد. تحقیق چنین اظهار داشت، تحقیقات شناسایی شده، کیفیت متدولوژیکی مخلوطی دارند، ولی به صورت کلی مطالعات نشان می‌دهد مشکلات روانی در زنانی که شوهرشان چندهمسر دارد نسبت به زنانی که تنها همسر شوهرشان هستند، بیشتر رواج دارد. تحقیقات فردی رواج جسمی‌سازی، افسردگی، اضطراب، خصومت، دیوانگی و اختلالات روانی همچنین رضایت از زندگی و ازدواج کمتر و مشکلات خانواده و عزت نفس کم در بین این زنان نشان می‌دهد. اظهاریه متداول تحقیق با اطمینان معتدل رواج چشمگیر مشکلات سلامت روان در زنانی که شوهرشان چندین همسر دارند، نسبت به زنانی که تنها همسر شوهرشان هستند، نشان می‌دهد.
چندزنی علاوه بر بیماری‌های روانی عامل از هم پاشیدگی خانواده‌ها و طلاق است. مطابق آماری که از دانشگاه شاه سعود در ریاض منتشر شد، گرفتن زن دوم توسط مردان دلیل ۵۵ درصد طلاق‌ها در کشور پادشاهی عربستان است.
علاوه بر اینها مطابق مقاله‌ای که در «ژورنال نیچر» منتشر شد، در حال حاضر، چندزنی برای گونه انسان مناسب نیست؛ و تک همسری بهترین نوع ازدواج و به نفع انسان است. انسان‌ها (اکثرشان) تک همسر باقی می‌مانند. به دلایلی مثل: این به آن‌ها کمک کرد تا به بزرگ مغزانی (گونه بسیار باهوشی) فرگشت پیدا کنند که به فاتحان جهانی تبدیل بشوند که الان هستند حتی در جوامعی که چندزنی مجاز است، تک همسری معمول‌ترین نوع ازدواج انسان (جفت‌گیری) است.
مطابق مطالعات «دانشگاه بریتیش کلمبیا»، چندزنی باعث ترویج خشونت، جنایت، فقر و نابرابری جنسیتی می‌شود. به همین دلیل دیگر طرفدار زیادی ندارد و اکثر جهان ازدواج‌های تک همسره را پذیرفته‌اند.
چندهمسری (چندزنی) همچنین از آن به عنوان یک ازدواج کثیف یاد می‌شود، زیرا ریسک ابتلا به ایدز را افزایش می‌دهد، مطابق مقاله‌ای که در «دانشگاه کرنل» آمریکا گذاشته شد، این بخش همچنین به مضرات نمودهای دیگر چندهمسری، مثل رابطه رقابت جویانه بین زنهای مشترک می‌پردازد. این گزارش همچنین مضرات چندهمسری بر روان، روابط جنسی و سلامت اندام‌های جنسی بر روی زنهای مشترک، به‌طور ویژه متمرکز بر افزایش ریسک ابتلا به اچ آی وی /ایدز می‌پردازد.
داشتن چندزن هم‌زمان معایب و مضرات بسیاری دارد و یکی دیگر از این معایب افزایش خشونت خانگی است. بر اساس تحقیق «انجمن جامعه‌شناسی آمریکا» بر روی چهار کشور متفاوت انجام شد، زنان آفریقایی که شوهرشان چندزن دارد، همچنین زنان آفریقایی که دارای شوهران الکلی (معتاد به الکل) هستند، به‌طور چشمگیری در خطر بسیار بیشتر قرار دارند که تحت سوءاستفاده فیزیکی قرار بگیرند، نسبت به زنانی که شوهر معتاد به الکل ندارند و تک همسره هستند. این مطالعه در کشورهای غنا، مالاوی، کنیا و زیمبابوه صورت گرفته‌است.
چندهمسری همچنین باعث افسردگی زنان می‌شود. بر اساس تحقیقی که در «مرکز ملی زیست فناوری آمریکا» منتشر شد، خواسته شد با بررسی (بر روی چندهمسری) به تفاوت‌های اجتماعی-آماری بر روی خانواده‌های چندزنه و تک زنه و رابطه بین افسردگی و ازدواج‌های چندزنه بپردازند.
با ۷۹ زن که شوهرشان به جز خودشان زن یا زنان دیگری دارد (polygamous) و ۷۳ زن که تنها همسر شوهرشان هستند از کاهرامانماراس، واقع در جنوب ترکیه، مصاحبه شد.
بعد از مرور اطلاعات و داده‌ها مشخص شد که به صورت آماری تفاوت چشمگیری در خصوص (BDI) وجود دارد.
(توضیحات در مورد BDI: پرسش خودآزمایی چندگزینه ای، یکی از رایج‌ترین آزمون‌های روانسنجی برای اندازه‌گیری شدت افسردگی است. نتایج بسیاری از مفاهیم برای عمل بالینی و برلی تحقیقات آینده روشن کرد. به این معنا که چندهمسری باعث افسردگی زنان شده‌است. چند همسری آمار خودکشی زنان را افزایش می‌دهد که این به خاطر آثار مخرب روانی ناشی از چندهمسری است. طبق گفته محققان «دانشگاه ستون هال» چندزنی برای سلامت روان و احساس رفاه زنان و کودکان بسیار مضر است.
در مقاله تخصصی که در «ژورنال علمی پلاس» منتشر شد — که در خصوص اختلالات روانی در منطقه مدیترانه شرقی بود — یکی از دلایل اختلالات روانی در این منطقه را رواج کمابیش چندهمسری دانسته بود و همان‌طور که اختلالات روانی در این منطقه را مورد بررسی قرار داده بود، چندزنی را از دلایل مهم دانسته بود.

## وضعیت حقوقی
آمریکا

وضعیت قانونی چندهمسری

چندهمسری در ایالات متحده آمریکا غیرقانونی است.
کانادا
در کشور کانادا، وضعیت چندهمسری غیرقانونی بوده و تحت پیگرد قانونی است.
خاورمیانه
«چندهمسری» در اسرائیل غیرقانونی است.
ایران
در قوانین ایران «چندزنی» برای ۴ همسر هم‌زمان دائم و بی‌نهایت همسر موقت به رسمیت شناخته شده اما چندشوهری ممنوع است.
پس از تصویب قانون لایحه حمایت از خانواده، چند همسری مردان فقط با یک سری قواعدی امکان دارد. ازدواج مجدد مرد بدون اجازه همسر اول طبق قانون جدید امری محال حساب می‌شود. شرایط گرفتن زن دوم در ماده ۱۶ قانون حمایت از خانواده مصوب سال ۱۳۵۳ آمده‌است:
مرد نمی‌تواند با داشتن زن، همسر دوم اختیار کند مگر در این موارد: رضایت همسر اول، عدم قدرت همسر اول به ایفای وظایف زناشویی، عدم تمکین زن از شوهر، ابتلاء زن به جنون یا امراض صعب العلاج به نحوی که دوام زناشویی برای طرف دیگر در مخاطره باشد، جنون هر یک از زوجین، محکومیت زن به حکم قطعی به مجازات پنج سال حبس یا بیشتر به نحوی که حکم مجازات در حال اجرا باشد، ابتلا زن به هرگونه اعتیاد مضری که به تشخیص دادگاه به اساس زندگی خانوادگی خلل وارد آورد و ادامه زندگی زناشویی را غیرممکن سازد، ترک زندگی خانوادگی از طرف زن، عقیم بودن زن، غایب مفقودالاثر شدن زن. چنانچه زوج بدون اثبات موارد فوق اقدام به ازدواج مجدد کند، مرتکب جرم شده و قابل تعقیب کیفری است.